# Eriope macrostachya
Eriope macrostachya é uma espécie de planta do gênero Eriope e da família Lamiaceae. 

## Taxonomia
A espécie foi descrita em 1833 por George Bentham. 
São conhecidas as seguintes subspécies de Eriope macrostachya:  
- Eriope macrostachya Mart. ex Benth. var. macrostachya
- Eriope macrostachya Mart. ex Benth. var. grandiflora
- Eriope macrostachya Mart. ex Benth. var. hypoleuca

É uma espécie terrícola, arbustiva e subarbustiva. 

## Descrição
| Raiz             | Raiz                         |
| ---------------- | ---------------------------- |
| xilopódio        | presente                     |
| Caule            |                              |
| tipo             | haste                        |
| pilosidade       | presente                     |
| Folha            |                              |
| venação          | semicraspedódroma            |
| pilosidade       | presença                     |
| ápice            | agudo                        |
| base             | aguda cuneada atenuada       |
| bordo            | crenado/serrada serrilhada   |
| forma            | elíptica/lanceada/ovada      |
| Inflorescência   |                              |
| eixo             | piloso                       |
| inflorescência   | composta                     |
| tipo             | tirsóide                     |
| Flor             |                              |
| cálice frutífero | piloso internamente          |
| cor              | lilás                        |
| corola           | campanulada                  |
| estilopódico     | presente                     |
| pedicelo pseudo  | deflexo                      |
| Fruto            |                              |
| cor forma        | enegrecido/rugoso            |
| Semente          |                              |
| tipo             | aderente ao fruto indistinto |

## Conservação
A espécie faz parte da Lista Vermelha das espécies ameaçadas do estado do Espírito Santo, no sudeste do Brasil. A lista foi publicada em 13 de junho de 2005 por intermédio do decreto estadual nº 1.499-R. 

## Distribuição
A espécie é encontrada nos estados brasileiros de Bahia, Ceará, Espírito Santo, Minas Gerais, Paraná, Rio de Janeiro e São Paulo. 
Em termos ecológicos, é encontrada nos  domínios fitogeográficos de Caatinga, Cerrado e Mata Atlântica, em regiões com vegetação de caatinga, campos de altitude,  campo limpo, campos rupestres, vegetação de carrasco, cerrado, mata ciliar, floresta estacional semidecidual, floresta ombrófila pluvial e restinga.